# ناحیه ون بورن، شهرستان فونتن، ایندیانا
ناحیه ون بورن، شهرستان فونتن، ایندیانا (به انگلیسی: Van Buren Township, Fountain County, Indiana) یک سکونتگاه مسکونی در ایالات متحده آمریکا است که در شهرستان فانتن، ایندیانا واقع شده‌است.

## خصوصیات
ناحیه ون بورن ۲٬۹۷۲ نفر جمعیت دارد و ۱۷۹ متر بالاتر از سطح دریا واقع شده‌است.